# 長澤理玄
長澤 理玄（ながさわ りげん、文化12年（1815年） - 文久3年（1863年））は日本の医師。秋元藩（山形藩、館林藩）の藩医を務めた。山形・館林の両地で種痘の普及に尽力した。理玄の業績を顕彰する「種痘の碑」が山形市の千歳公園にある。

## 長澤理玄及び関連年表
1771(明和8)年山形藩時代の分限帳に「医師　外科　長澤理玄」の名記述（嘉永3年夏5月岩田和貴による写し）
1795(寛政7)年長澤周玄（理玄の父）山形城下に生まれる。
1796年ジェンナー(英)牛痘利用の種痘法発見。
1798年イギリスの医師、エドワード・ジェンナー牛痘接種法を発表
1815(文化12)年長澤理玄（実名宣直、お国替絵巻と相違有） 山形城下に生まれる。父　周玄は藩医
1832(天保3)年2月長澤理長（理玄の実弟、二代目理玄）山形城下に生まれる。
1845(弘化2)年秋元藩は館林に国替えとなる。
1846(弘化3)年岡谷瑳磨介中老見習いに抜擢される。
1847(弘化4)年4月旧学問所を拡張改革し求道館とし館法官員を定む。
1848(嘉永元)年岡谷瑳磨介江戸より帰藩家老職（中老役）を務める
1849(嘉永2)年わが国に牛痘種痘法が伝わる。日本で初めて種痘に成功この年瘡蓋（かさぶた）が入荷、佐賀藩医の楢林宗建は息子に接種して成功、同佐賀藩士、伊東玄朴に痘苗が送られ、江戸藩邸で接種、江戸での初めての牛痘法による種痘となる。この後全国へ波及。
1849(嘉永2)年11月桑田立斎、伊東玄朴から痘苗譲受。桑田立斎著『牛痘発蒙』嘉永4年刊
1850（嘉永3）年長澤理玄、江戸の桑田立斎より種痘術修業。
1851(嘉永4)年長澤理玄、種痘の実行を始める。「（嘉永）翌4年ニハ館林ニテ大ニ施術シ更に翌5年ニハ出羽ニ至リテ術ヲシ、且旧門人其他ニ之ヲ伝エタ」
1852(嘉永5)年秋、長澤理玄山形を訪問、種痘を広める。理玄38歳
1853(嘉永6)年4月理玄、山形において「種痘実施触れ」出され「施し治療であるため礼物など心配は無用」
1853(嘉永6)年10月理玄が大石田（北村山郡大石田町）に来て種痘。
1855(安政2)年2月藩主秋元志朝、太陽寺典膳盛明、岡谷瑳磨介を改正掛に任命。
1856(安政2)年2月長澤理玄、門人菩提寺（山形市片町〈現在の七日町〉本久寺境内、なお同町光明寺の説有）に「種痘碑」を建て種痘の普及を図る。　　　
1856(安政3)年11月長澤理長平宜徳（周玄の次男、理玄の実弟）長澤理玄の養子となる。
1856(安政3)年12月藩主秋元志朝、太陽寺典膳盛明、岡谷瑳磨介を責任者とする改革令発令。藩政改革の達書安政三年2月、同造士書院設立の達書安政4年6月機業会所の設置。
1857(安政4)年6月15日造士書院開院に伴い種痘家　漢家兼外科を拝命、長澤周玄（理玄の父）は、漢家兼外科部長を拝命。
1858(安政5)年江戸在住の佐賀藩々医 伊東玄朴が中心となりお玉ケ池種痘所（江戸で初の種痘所）設立。
1860(万延元)年藩主の命を受け自費を以て、館林牛痘会所（後に種痘館）を金山に設置。後の疱瘡長屋。
1860(万延元)年4月長澤理長（理玄の養子、実弟）、医学講義を成就し外科見習いを拝命し長澤松庵と改名。
1860(万延元)年岡谷荘三郎幕府使節に随行して渡米。
1861(文久元)年「引痘弁疑」遠山元長著す。
1863(文久3)年長澤理玄49才で死去。
1863(文久3)年12月産物会所創設されその後足利町縞会所と改称。
1863(文久3)年3月20日長澤松庵、嫡孫承祖二代目長澤理玄襲名。
1863(文久3)年長澤周玄おい病にかかる。
1863(文久3)年11月断髪党事件勃発、岡谷瑳磨介失脚。
1865(慶応元)年4月岡谷瑳磨介死去。
1867(慶応3)年10月長澤周玄没。
1868(慶応4)年二代目長澤理玄、御番医師席となる。
1868(明治元)年5月二代目長澤理玄、戊辰戦争へ出兵。
1868(明治元）年10月二代目長澤理玄,戊辰戦争館林へ帰陣。
1869(明治2)年8月二代目長澤理玄、弘と改名。
1870(明治3)年8月22日戊辰戦争賞典。
1872(明治5)年この頃長澤一家宇都宮に移り住む。同年二代目理玄（弘）死去する。
1876(明治9)年以降、館林、小泉、板倉、須賀等に邑楽郡種痘所が設置。
1880(明治13)年文部省「日本教育史」編纂のため舊藩主秋元興朝取調により明治13年6月文部省に報告書提出長澤理玄につき言及する。
1883(明治16)年医師免許第一号の中野啓覚館林にて開業。
1913(大正2)年2月岡谷繁実「館林叢談」著す
1917(大正6)年12月「群馬県邑楽郡誌」発刊
1918(大正7)年3月遠山椿吉「長澤理玄」著す　南條新六郎の手録の記述あり。
1920(大正9)年4月遠山椿吉山形市千種公園に石碑（種痘の碑）を再建。